# لوچو دالا
لوچو دالا (به ایتالیایی: Lucio Dalla)، (زاده ۴ مارس ۱۹۴۳ - درگذشته ۱ مارس ۲۰۱۲) نوازنده، خواننده و هنرپیشه ایتالیایی است. او در طول زندگی حرفه‌ای خود ۲۲ آلبوم ضبط شده در استودیو و ۹ آلبوم ضبط شده به‌طور زنده با بیش از ۵۸۰ آهنگ از خود به جای گذشته‌است، و همچنین در ۱۶ فیلم نیز به نقش‌آفرینی پرداخته‌است. وی یکی مهم‌ترین و تأثیر گذارترین خواننده‌های ایتالیا به‌شمار می‌آید. مشهورترین اثر لوچو دالا کاروسو نام دارد. او این ترانه را به یاد انریکو کاروسو خواننده ایتالیایی سرود. این اثر را بیش از ده خواننده دیگر در جهان بازخوانی کرده‌اند. لوچو دالا کار موسیقی را با نواختن کلارینت و در یک گروه جاز آغاز کرد. نخستین تلاش‌هایش برای خوانندگی بی‌ثمر ماند تا سال ۱۹۶۶ میلادی که اولین آلبومش را منتشر کرد.
از فیلم‌های معروف او می‌توان به بازی در بسوز، پسر، بسوز، ریتای غرب، این دنیای دیوانهٔ دیوانهٔ ترانه، شب بخیر، آقایان و خانم‌ها و خرابکاران اشاره کرد.
مراسم تشییع او روز ۴ مارس زادروز او با حضور بیش از ۵۰۰۰۰ نفر در شهر بولونیا انجام شد.